# Jules Antoine Lissajous
Pour les articles homonymes, voir Lissajous.
Jules-Antoine Lissajous, né le 4 mars 1822 à Versailles et mort le 24 juin 1880 à Plombières-lès-Dijon, est un physicien français.

## Biographie
Jules Lissajous est élève au lycée Hoche (Versailles). Il est admis à l'École normale en 1841. Il obtient l'agrégation de physique en 1847, classé 3e sur les 4 candidats. Il soutient en 1850 une thèse de doctorat intitulée Sur la position des nœuds dans les lames qui vibrent transversalement.
Enseignant, il est notamment nommé en classes préparatoires aux grandes écoles au lycée Saint-Louis.
Lissajous est connu pour ses travaux sur les ondes. Il a étudié les vibrations acoustiques par réflexion de signaux lumineux sur un miroir préalablement fixé à l'objet en vibration.
Il vole avec un collègue physicien, Jules Maurat, en ballon monté, La bataille de Paris, le 1er décembre 1870, afin de mettre en place un système de communication optique avec les assiégés.
Il est élu le 13 janvier 1876 à l'Académie des sciences, belles-lettres et arts de Savoie, avec pour titre académique Correspondant.

## Méthode de Lissajous
Une méthode utilisée en électronique porte son nom. Elle permet de calculer le déphasage temporel entre deux signaux sinusoïdaux en étudiant l'ellipse qu'ils forment dans le mode X-Y d'un oscilloscope.

## Œuvres et publications
- Sur la position des nœuds dans les lames qui vibrent transversalement. Suivi de Des diverses méthodes eudiométriques employées à la détermination des principes constituants de l'atmosphère de l'air, et à la recherche des gaz qui s'y trouvent accidentellement mélangés, [Thèses de physique et de chimie], Impr. Bachelier (Paris), 1850, 35 p., lire en ligne sur SorbonNum (Sorbonne).

- Note sur un appareil simple qui permet de constater l'interférence des ondes sonores., in Comptes Rendus des Séances de l'Académie des Sciences, Tome 40, janvier-juin 1855, pages 133-135, Paris, 1855, lire en ligne sur Gallica.

- Note sur l'élévation progressive du diapason des orchestres depuis Louis XIV jusqu'à nos jours, in: Bulletin de la société d'encouragement (Paris), 54e année, 2e série, t. II, Mai 1855, pp. 293-297, 25 cm, lire en ligne sur le site du Conservatoire numérique des arts et métiers.

- Note sur un moyen nouveau de mettre en évidence le mouvement vibratoire des corps., in Comptes Rendus des Séances de l'Académie des Sciences, Tome 41, juillet-décembre 1855, pages 93-94, Paris, 1855, lire en ligne sur Gallica.

- Note sur un cas particulier de stéréoscopie fourni par l'étude optique des mouvements vibratoires. Tracé graphique des courbes auxquelles cette étude conduit., in Comptes Rendus des Séances de l'Académie des Sciences, Tome 43, juillet-décembre 1856, pages 973-976, Paris, 1856, lire en ligne sur Gallica.

- Mémoire sur l’étude optique des mouvements vibratoires, in : Annales de Chimie et de Physique, troisième série, tome 51, pages 147-231, Paris, 1857, lire en ligne sur Gallica, Planche I sur Gallica et Planche II sur Gallica.

- Rapport fait par M. Lissajous sur le grand orgue de Saint-Sulpice, à Paris, [reconstruit par M. Aristide Cavaillé-Coll ], Société d'encouragement pour l'industrie nationale fondée en 1801, Vve Bouchard-Huzard (Paris), 1865.

→ Tiré à part : lire en ligne sur Gallica.
→ Dans le numéro de la 64e année. Deuxième série. Tome XII. — Janvier 1865, lire en ligne sur le site du Conservatoire numérique des arts et métiers.
- Sur l'interférence des ondes liquides, in Comptes Rendus des Séances de l'Académie des Sciences, Tome 67, juillet-décembre 1868, pages 1187, Paris, 1868, lire en ligne sur Gallica.

- Notice historique sur la vie et les travaux de Léon Foucault (de l'Institut), impr. de C. Lahure (Paris), 1869, lire en ligne sur Gallica.

- Sur quelques constructions géométriques applicables aux miroirs et aux lentilles., in Comptes Rendus des Séances de l'Académie des Sciences, Tome 79, juillet-décembre 1874, pages 1049-1053, Paris, 1874, lire en ligne sur Gallica.

- Exposition universelle de Vienne en 1873. Section française. Rapport sur les instruments de musique, Imprimerie Nationale, Paris, 1875, lire en ligne sur Gallica.